# Plagiognathus arbustorum

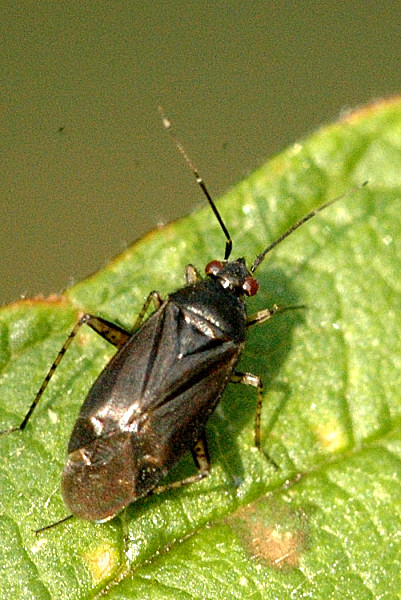
Plagiognathus arbustorum

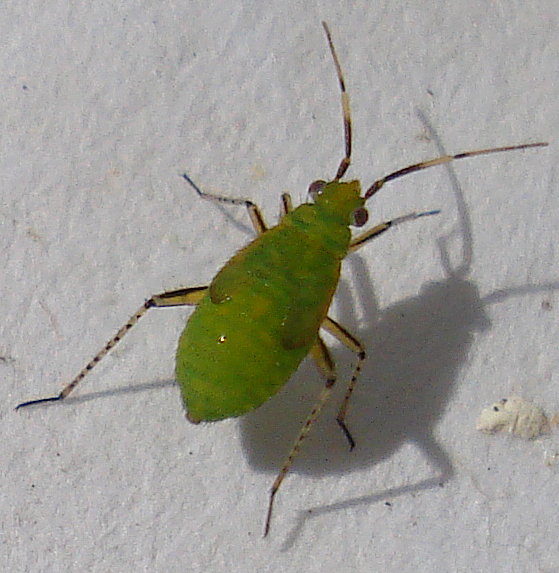
Plagiognathus arbustorum, Nymphe

Plagiognathus arbustorum ist eine Wanzenart aus der Familie der Weichwanzen (Miridae).

## Merkmale
Die Wanzen werden 3,6 bis 4,5 Millimeter lang. Sie sind sehr variabel gefärbt und haben eine Grundfarbe, die von blass olivgrün bis nahezu schwarz variiert. Ihr Kopf, der Vorderteil des Pronotums und die ersten beiden Glieder der Fühler sind aber in der Regel schwarz gefärbt. Charakteristisch für die Art sind die dunklen Ränder an den Schenkeln (Femora) der Hinterbeine. Dieses Merkmal tritt bereits bei den Nymphen späterer Stadien auf. Die Dornen an den Schienen (Tibien) der Hinterbeine sind gleich lang oder länger als die Schienen breit sind und entspringen in der Regel aus einem schwarzen Punkt. Das Pronotum und die Hemielytren sind mit dunklen Härchen besetzt. Die Nymphen haben eine grüne Grundfarbe und eine schwarze Zeichnung.

## Vorkommen und Lebensraum
Die Art ist in Europa, östlich bis Sibirien und Zentralasien verbreitet. Sie wurde durch den Menschen in Nordamerika eingeschleppt. In Mitteleuropa tritt die Art überall auf und zählt hier zu den häufigsten Wanzenarten. Sie steigt in den Alpen bis über 2000 Meter Seehöhe.
Besiedelt werden mäßig trockene bis feuchte, bevorzugt schattige bis halbschattige, pflanzenartenteiche Lebensräume mit nährstoffreichen Böden, wie etwa Hochstaudenfluren, Ruderalflächen und auch Salzstellen. Die Art fehlt auf sauren und nährstoffarmen Böden, wie etwa in Hochmooren, Calluna-Heiden oder auf Sandmagerrasen.

## Lebensweise
Plagiognathus arbustorum lebt polyphag an vielen verschiedenen krautigen Pflanzen. Die Art ist unter anderem an Pflanzenarten aus den Familien der Korbblütler (Asteraceae), Lippenblütler (Lamiaceae), Brennnesselgewächse (Urticaceae), Hülsenfrüchtler (Fabaceae), Rosengewächse (Rosaceae) und Doldenblütler (Apiaceae) nachgewiesen. Wachmann vermutet, dass die in der Literatur genannte Bevorzugung von Großer Brennnessel (Urtica dioica) möglicherweise nur mit der Dominanz der Pflanze zusammenhängt. Sowohl die Imagines, als auch die Nymphen saugen bevorzugt an den Knospen, den Blüten und den unreifen Früchten ihrer Nahrungspflanzen. Sie ernähren sich darüber hinaus gelegentlich auch räuberisch von Blattläusen und auch von Honigtau.
Die ersten Imagines der neuen Generation treten Anfang/Mitte Juni auf. Auf Grund von unterschiedlich rascher Entwicklung in unterschiedlichen Lebensräumen treten sie noch bis September und Oktober auf. Denkbar ist allerdings, dass es sich bei diesen späten Tieren teilweise auch um solche einer zweiten Generation handelt, wobei im Regelfall nur eine Generation pro Jahr ausgebildet wird. Eine zweite Generation wird deswegen vermutet, da adulte Imagines gelegentlich auch schon im März und April auftreten und somit überwintert haben müssen. Die Weibchen stechen ihre Eier in die Stängel ihrer Wirtspflanzen ein. Sie verwenden dabei, wie auch manche anderen Weichwanzenarten, ihren Stechrüssel, um ein Loch für den Ovipositor vorzubohren.

## Belege